# アイスハウス
アイスハウス（Icehouse）は、アイヴァ・デイヴィス (ボーカル、ギター)を中心とするオーストラリア出身のロックバンド。1980年に「Flowers」というグループ名でデビュー。1981年に米国のクリサリス・レコードと契約した際に、デビュー・アルバムのタイトルであるアイスハウスにグループ名を変更。地元であるオーストラリアではトリプル・プラチナを受賞する。アイヴァ・デイヴィスは高橋幸宏とバンド活動時から交流があり、楽曲提供や演奏などを行ったりもしている。

## メンバー
現在のメンバー
- アイヴァ・デイヴィス (Iva Davies) - リード・ボーカル、リード・ギター、ベース、キーボード、オーボエ (1977年– )
- ポール・ウィーラー (Paul Wheeler) - ドラム、パーカッション (1986年– )
- ポール・ギルディア (Paul Gildea) - ギター、バック・ボーカル (1989年– )
- スティーヴ・ブル (Steve Bull) - ベース、バック・ボーカル (1989年– )
- グレン・ライザー (Glenn Reither) - キーボード、サクソフォーン (2007年– )
- マイケル・ペインター (Michael Paynter) - キーボード、ギター (2011年– )[4]

旧メンバー
- キース・ウェルシュ (Keith Welsh) - ベース、バック・ボーカル (1977年–1981年)
- ドン・ブラウン (Don Brown) - ドラム (1977年–1979年)
- マイケル・ホスト (Michael Hoste) - キーボード (1978年、1982年–1983年)
- アンソニー・スミス (Anthony Smith (aka Adam Hall)) - キーボード (1979年–1982年)
- ジョン・ロイド (John Lloyd) - ドラム、パーカッション (1979年–1984年)
- ボブ・クレッチマー (Bob Kretschmer) - ギター、バック・ボーカル (1982年–1989年)
- ガイ・プラット (Guy Pratt) - ベース、バック・ボーカル (1982年–1986年)
- アンディ・クンタ (Andy Qunta) - キーボード、キーター、ギター、バック・ボーカル (1982年–1988年)
- ゲイリー・ヒューズ (Gary Hughes) - キーボード (1983年–1984年)
- サイモン・ロイド (Simon Lloyd) - サクソフォーン、トランペット、キーボード、バック・ボーカル (1984年–1991年)
- グレン・クロウチック (Glenn Krawczyk) - ベース (1986年)
- ロジャー・メイソン (Roger Mason) - キーボード (1989年–1990年)
- トニー・リューリン (Tony Llewellyn) - キーボード (1991年–2004年)
- デヴィッド・チャップマン (David Chapman) - ギター (1993年–1995年)
- マックス・ランバート (Max Lambert) - ピアノ (1995年)
- エイドリアン・ウォリス (Adrian Wallis) - チェロ (1995年–2004年)
- スティーヴ・モーガン (Steve Morgan) - ベース、バック・ボーカル (1987年–1989年)

## ディスコグラフィ

### アルバム
- 『アイスハウス』 - Icehouse (1980年)
- 『褐色の肖像』 - Primitive Man (1982年)
- 『サイドウォーク』 - Sidewalk (1984年)
- Boxes (1985年)
- 『メジャー・フォー・メジャー』 - Measure for Measure (1986年)
- 『マン・オブ・カラーズ』 - Man of Colours (1987年)
- Code Blue (1990年)
- Big Wheel (1993年)
- 『ザ・ベルリン・テープス』 - The Berlin Tapes (1995年)

### シングル
- 『エレクトリック・ブルー』 - "Electric Blue" (1987年) ※ボーカルのアイヴァ・デイビスと、ダリル・ホール&ジョン・オーツのジョン・オーツの共作でジョン・オーツもコーラスで参加。全米7位。
- 『クレイジー』 - "Crazy" (1987年) ※全米14位、全英4位